# ملادين ناليتيليتش توتا

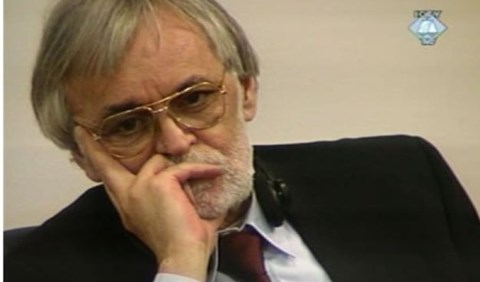
ملادين ناليتيليتش توتا أثناء المحاكمة.

ملادين ناليتيليتش توتا (1 ديسمبر 1946 - 17 ديسمبر 2021) كان قائد شبه عسكري بوسني كرواتي لـ «كتيبة العقاب» التابعة لمجلس الدفاع الكرواتي الذي أدينته المحكمة الجنائية الدولية ليوغوسلافيا السابقة بارتكاب جرائم حرب.

## السيرة الشخصية
ولد ناليتيليتش في سيروكي برييغ في البوسنة والهرسك. في شبابه ذهب ناليتيليتش إلى ألمانيا الغربية بموجب برنامج يوغوسلافيا للعمل المؤقت في الخارج مع «الكروات المتحدون في ألمانيا» وهي وكالة هجرة كرواتية. كان يدير كازينو في سينجن ووفقا لما ذكره ميروسلاف تويمان كان ناليتيليتش أيضا قواد.
تعاون مع وكالة المخابرات الألمانية دائرة الاستخبارات الاتحادية الألمانية واللجنة البلغارية لأمن الدولة.
في عام 1990 عاد إلى كرواتيا وفي عام 1991 أسس وحدة تطوعية وأطلق عليها اسم «كتيبة المدانين». في عام 1992 عندما بدأت حرب البوسنة والهرسك تم استبدال «كتيبة المحكومين» في شيروكي برييج (ليشتيكا سابقا) وعملوا في الهرسك. ضم أعضاء الوحدة متطوعين أجانب مثل الألمان والبريطانيين والفرنسيين والسويديين والباراغواي والأرجنتينيين.
كجزء من مجلس الدفاع الكرواتي («كتيبة المدانين») حارب جيش يوغوسلافيا الشعبي وجيش جمهورية صرب البوسنة. كان قائد وحدته بقيادة الفريق إيفان أنداباك. كان صديق مقرب لوزير الدفاع الكرواتي آنذاك غويكو شوشاك. في 2 أغسطس 1992 أمر ناليتيليتش وحدته باغتيال الفريق بلاج كرالييفيتش من قوات الدفاع الكرواتية والفريق في جيش جمهورية البوسنة والهرسك إلى جانب ثمانية من موظفي كرالييفيتش. كافأ ناليتيليتش عشرين من الرجال في الوحدة بـ 5000 مارك ألماني لكل منهم. عارض كرالييفيتش محاولات الرئيس الكرواتي فرانيو تودجمان وحزبه الاتحاد الديمقراطي الكرواتي بالإضافة إلى ماتيه بوبان ورادوفان كاراديتش لتقسيم البوسنة والهرسك.
في عام 1993 انضم يوسف برازينا إلى وحدة ناليتيليتش. كان أحد منظمي الدفاع عن سراييفو ومجرم أيضا. عندما اندلعت الحرب الكرواتية البوسنية في عام 1992 قاتلت «كتيبة المدانين» ضد جيش جمهورية البوسنة والهرسك في يابلانيكا ودولياني وفاكوف. في 17 أبريل 1993 هاجمت وحدته قرية سوفيتشي وأجرت نقل قسري للبوشناق. في 9 مايو 1993 شارك أعضاء من «كتيبة المحكومين» في حصار شرقي موستار.
في نوفمبر 1993 كان ناليتيليتش في نزاع شخصي مع الفريق سلوبودان برالياك من مجلس الدفاع الكرواتي وبالتالي أُجبر على ترك منصبه كرئيس أركان مجلس الدفاع الكرواتي. في عام 1994 عارض ناليتيليتش الهدنة بين الكروات والبوشناق وعارض أيضا إلغاء الجمهورية الكرواتية في البوسنة والهرسك وهو كيان غير معترف به للبوسنة والهرسك متهما بمرارة غويكو شوشاك وفرانيو تودجمان بالخيانة.
بعد انتهاء الحرب ترك الجيش. في عام 1997 تم اعتقاله وإدانته بقتل روبرت نوزيتش وهو شرطي عسكري وعضو في قوات الدفاع الكرواتية من ليوبوسكي. أمضى ناليتيليتش عامين في سجن ريمتينك. بسبب مشاكل صحية نُقل إلى مستشفى جامعة زغرب في 14 نوفمبر 1999. في مارس 2000 تم تسليم ناليتيليتش إلى المحكمة الجنائية الدولية ليوغوسلافيا السابقة في لاهاي وأدين وحُكم عليه بالسجن لمدة 20 عام لارتكابه جرائم حرب أثناء الحرب الكرواتية البوسنية. في 24 أبريل 2008 تم نقله لقضاء عقوبته في إيطاليا. تم منح الائتمان عن المدة التي قضاها منذ 18 أكتوبر 1999. وتم الإفراج المبكر في 29 نوفمبر 2012 وتم إطلاق سراح ناليتيليتش من السجن في 18 فبراير 2013. توفي في 17 ديسمبر 2021 عن عمر يناهز 75 عام.